# محمد حامد الفقي
محمد حامد الفقي (1892 - 16 يناير 1959) مؤسس جماعة أنصار السنة المحمدية.

## مولده ونشأته
ولد محمد حامد الفقي بقرية جزيرة نكلا العنب في سنة 1310 هـ الموافق 1892م بمركز شبراخيت مديرية البحيرة. نشأ في كنف والدين كريمين فوالده أحمد عبده الفقي تلقى تعليمه بالأزهر ولكنه لم يكمله لظروف اضطرته لذلك. أما والدته فقد كانت تحفظ القرآن وتجيد القراءة والكتابة، وبين هذين الوالدين نما وترعرع وحفظ القرآن وسنّه آنذاك اثني عشر عامًا. ولقد كان والده أثناء تحفيظه القرآن يوضح له معاني الكلمات الغريبة ويعلمه مبادئ الفقه حتى إذا أتَّم حفظ القرآن كان ملمًا إلمامًا خفيفًا بعلومه ومهيأ في الوقت ذاته لتلقي العلوم بالأزهر على الطريقة التي كانت متبعة وقتذاك.

## طلبه العلم
كان والده قد قسم أولاده الكبار على المذاهب الأربعة المشهورة ليدرس كل واحد منهم مذهبًا، فجعل الابن الأكبر مالكيًا، وجعل الثاني حنفيًا، وجعل الثالث شافعيًا، وجعل الرابع وهو الشيخ محمد حامد الفقي حنبليًا.
ودرس كل من الأبناء الثلاثة ما قد حُدد من قبل الوالد ما عدا الابن الرابع فلم يوفق لدراسة ما حدده أبوه فقُبل بالأزهر حنفيًا.
بدأ محمد حامد الفقي دراسته بالأزهر في عام 1322 هـ ـ 1904م وكان الطلبة الصغار آنذاك يبدؤون دراستهم في الأزهر بعلمين هما: علم الفقه، وعلم النحو. وكانت الدراسة المقررة كتابًا لا سنوات، فيبدأ الطالب الحنفي في الفقه بدراسة مراقي الفلاح، ويبدأ في النحو بكتاب الكفراوي، وهذان الكتابان هما السنة الأولى الدراسية، ولا ينتقل منها الطالب حتى يتقن فهم الكتابين.
كان آخر كتاب في النحو هو الأشموني، أما الفقه، فحسب المذاهب ففي الحنابلة الدليل، وعند الشافعية التحرير، وعند الحنفية الهداية، وعند المالكية الخرشي، أما بقية العلوم الأخرى كالمنطق وعلم الكلام والبلاغة وأصول الفقه فكان الطالب لا يبدأ في شيء منها إلا بعد ثلاث سنوات.
بدأ الشيخ محمد حامد الفقي دراسته في النحو بكتاب الكفراوي وفي الفقه بكتاب مراقي الفلاح، وفي سنته الثانية درس كتابي الشيخ خالد في النحو وكتاب منلا مسكين في الفقه ثم بدأ في العلوم الإضافية بالسنة الثالثة، فدرس علم المنطق، وفي الرابعة درس علم التوحيد ثم درس في الخامسة مع النحو والفقه علم الصرف وفي السادسة درس علوم البلاغة، وفي هذه السنة وهي سنة 1910م بدأ دراسة الحديث والتفسير وكانت سنه حينئذ ثمانية عشر عاما فتفتح بصره وبصيرته بهدي رسول الله ﷺ وتمسك بسنته لفظًا وروحًا.

## بدايات دعوته لنشر السنة الصحيحة
لما أمعن في دراسة الحديث على الوجه الصحيح ومطالعة كتب السلف الصحيحة والأئمة الكبار، أمثال ابن تيمية وابن القيم وابن حجر والإمام أحمد بن حنبل والشاطبي وغيرهم، بدأ بالدعوة إلى التمسك بسنة الرسول ﷺ الصحيحة والبعد عن البدع ومحدثات الأمور وأن ما حدث لأمة الإسلام بسبب بعدها عن السنة الصحيحة وانتشار البدع والخرافات والمخالفات.
فالتف حوله نفر من إخوانه وزملائه وأحبابه واتخذوه شيخًا لهم وكان سنه عندها ثمانية عشرة عامًا سنة 1910م بعد أن أمضى ست سنوات من دراسته بالأزهر. وهذا دلالة على نبوغ الشيخ المبكر.
وظل يدعو بحماسة من عام 1910م حتى أنه قبل أن يتخرج في الأزهر الشريف عام 1917م دعا زملائه أن يشاركوه ويساعدوه في نشر الدعوة للسنة الصحيحة والتحذير من البدع.
ولكنهم أجابوه: بأن الأمر صعب وأن الناس سوف يرفضون ذلك، فأجابهم: أنها دعوة السنة والحق والله ناصرها لا محالة، فلم يجيبوه بشيء.
فأخذ على عاتقه نشر الدعوة وحده والله معه، فتخرج عام 1917م بعد أن نال الشهادة العالمية من الأزهر وهو مستمر في الدعوة وكان عمره عندها 25 سنة. ثم انقطع منذ تخرجه إلى خدمة كتاب الله وسنة رسوله ﷺ.
وحدثت ثورة 1919 وكان له موقف فيها بأن خروج الاحتلال لا يكون بالمظاهرات التي تخرج فيها النساء متبرجات والرجال ولا تحرر فيها عقيدة الولاء والبراء لله ولرسوله، ولكنه يكون بالرجوع لسنة الرسول ﷺ وترك ونبذ البدع وانكاره لمبادئ الثورة (الدين لله والوطن للجميع)، وأن خلع حجاب المرأة من التخلف. وانتهت الثورة وظل على موقفه هذا.
وظل بعد ذلك يدعوا عدة أعوام حتى تهيئت الظروف وتم إشهارها ثمرة هذا المجهود وهو إنشاء جماعة أنصار السنة المحمدية التي هي ثمرة سنوات الدعوة من 1910م إلى 1926م عام إشهارها.
ثم إنشاء مجلة الهدي النبوي وصدر العدد الأول في 1937 هـ.
تم إنشاء جماعة أنصار السنة المحمدية في عام 1345هـ / 1926م تقريبًا واتخذ لها دارًا بعابدين ولقد حاول كبار موظفي قصر عابدين بكل السبل صد الناس عن مقابلته والاستماع إليه حتى سخَّرُوا له من شرع في قتله ولكن صرخة الحق أصمَّت آذانهم وكلمة الله فلَّت جموعهم وانتصر الإيمان والحق على البدع والأباطيل. (مجلة الشبان المسلمين رجب 1371هـ).

## تأسيس مجلة الهدي النبوى
بعد أن أسس الشيخ جماعة أنصار السنة المحمدية وبعد أن يسر الله له قراءة كتب الإمامين ابن تيمية وابن القيم واستوعب ما فيها ووجد فيها ضالته أسس عام 1356 هـ في مارس 1936م مجلة الهدي النبوي لتكون لسان حال جماعته والمعبرة عن عقيدتها والناطقة بمبادئها. وقد تولى رياسة تحريرها فكان من كتاب المجلة على سبيل المثال لا الحصر: الشيخ أحمد محمد شاكر، الأستاذ محب الدين الخطيب، ومحمد محيي الدين عبد الحميد، وعبد الظاهر أبو السمح (أول إمام للحرم المكي)، وأبو الوفاء محمد درويش، وصادق عرنوس، والشيخ عبد الرحمن الوكيل، والشيخ محمد خليل هراس، كما كان من كتابها محمود شلتوت.

## أغراض المجلة
وقد حدد أغراض المجلة فقال في أول عدد صدر فيها: «وإن من أول أغراض هذه المجلة أن تقدم ما تستطيعه من خدمة ونصح وإرشاد في الشئون الدينية والأخلاقية، أخذت على نفسها موثقًا من الله أن تنصح فيما تقول وأن تتحرى الحق وأن لا تأخذ إلا ما ثبت بالدليل والحجة والبرهان الصحيح من كتاب الله وحديث رسوله صلى الله عليه وسلم» أهـ.

## عقيدته
يقول حماد الأنصاري: أما عن حياة حـامد الفقي: فعندمــا اجتمعتُ معه عام 1367هـ جئتُهُ وهو يُدرِّسُ «تفسير ابن كثير» عند (باب علي بالمسجد الحرام)، وعندمــا سَمِعْتُهُُ، قلت: هذا هو ضالّتي، فكان يأخذ آيــات التوحيد ويسلّط عليها الأضــواء، وسمعتُهُ من بعيد، فجلست في حلقَتِهِ، وكانت أولُ حلقة أجلسُ فيها بالحرم وأنا شاب صغير، وكان عُمري لا يتعدّى الثانية والعشرين، وسمعت الدرس، وكان الدرسُ في تفسير آيــات التوحيد، وبعدمـا انتهى الدرس وصلينا العشـاء جاءنا شخصٌ سوري لا أتذكّر اسمَهُ الآن وقال للشيخ: أنا أرى أن تشربوا القهوة عندي.
فقال لهُ الشيخ: ومن معي.
قال لهُ الرجل: أحضر من شئت.
وكانت هذه أول مرة أرى فيها الشيخ، على الرغم أنني سمعت عنه كثيراً، لأن شيخي وهو الشيخ محمد عبد الله المدني التنبكتي كان تلميذًا لحامد الفقي.
وذهبنا إلى بيت الأخ السوري، وعندمــا وصلنا إلى البيت وجلسنا قال لنا: أنا أريد أن أسلم لكم سيوفاً من الخشب، وسلم الأخ السوري كل واحدٍ سيفًا من الخشب، وقال لنا: تعالوا نتسايف أولاً، وبعد ذلك نشرب القهوة حتى نطبق النونين التين تركز عليهما الإسـلام، وأخذ كلُّ واحدٍ منَّـا سيفَهُ، وأَخَذَ مع صاحبه يتجاولان، حتى انتهينا من المجاولة جلسنا وشربنا القهوة.
وقلت للشيخ حامد الفقي –-: يا شيخ أنا عندي سؤال؟
فقال: ما هو سؤالك يا ولدي؟
فقلتُ لهُ: كيفَ صرتَ موحداً وأنت درست في الأزهر؟ (وأنا أريدُ أن استفيد والناس يسمعون)
فقال الشيخ: والله إن سؤالك وجيه.
قال: أنا درست في جـامعة الأزهر، ودرست عقيدة المتكلمين التي يدرِّسونَها، وأخذت شهادة الليسانس وذهبت إلى بلدي لكي يفرحوا بنجاحي، وفي الطريق مررتُ على فلاّح يفلح الأرض، ولما وصلت عندَه قال:
يا ولدي اجلس على الدكّة وكان عندهُ دكة إذا انتهى من العمل يجلس عليها، وجلستُ على الدكة وهو يشتغل، ووجدت بجانبي على طرفِ الدكة كتاب، فأخذت الكتاب ونظرت إليه فإذا هو كتـاب «اجتماع الجيوش الإسلامية على غزو المعطلة والجهمية» لابن القيم؛ فأخذت الكتاب أتسلى به، ولما رآني أخذت الكتاب وبدأت أقرأ فيه تأخر عني حتى قدّر من الوقت الذي آخذ فيه فكرة عن الكتــاب.
وبعد فترة من الوقت وهو يعمل في حقلِهِ وأنا أقرأ في الكتاب جاء الفلاّح وقال:
السلام عليكم يا ولدي، كيف حالك؟ ومن أين جئت؟
فأجبتهُ عن سؤالهِ.
فقال لي: والله أنت شاطر، لأنك تدرجت في طلبِ العلم حتى توصلت إلى هذه المرحلة؛ ولكن يا ولدي أنا عندي وصية.
فقلتُ: ما هي؟
قال الفلاّح: أنت عندك شهادة تعيشك في كل الدنيا في أوروبا في أمريكا، في أيِّ مكان.
ولكنها ما علمتك الشيء الذي يجب أن تتعلمه أولاً.
قلتُ: ما هو؟!
قال: ما علمتك التوحيد!
قُلتُ لهُ:التوحيد!!
قال الفلاّح: توحيد السلـف.
قلتُ لهُ: وما هو توحيد السلــف؟!!
قال لهُ: انظر كيف عرف الفلاّح الذي أمامَك توحيـد السلـف.
هذه هي الكتب:
كتــاب «السنة» الإمام أحمد الكبير.
وكتـاب «السنــة» للإمام أحمد الصغير.
وكتـاب "التوحيد" لابن خزيمة.
وكتـاب «خلق أفعال العباد» للبخاري.
وكتـاب «اعتقاد أهل السنة» للحافظ اللالكائي.
وعدَّ لهُ كثيراً من كتب التوحيد.
وذكر الفلاّح كتب التوحيد للمتأخرين.
وبعد ذلك كتب شيخ الإســلام ابن تيمية وابن القيم.
وقال لهُ: أنــا أدلك على هذه الكتب إذا وصلت إلى قريتك ورأوك وفرحوا بنجاحك لا تتأخر ارجع رأساً إلى القاهرة فإذا وصلت القاهرة أدخل دار الكتب المصرية ستجد كل هذه الكتب التي ذكرتُها كلها فيها ولكنها مكدّسٌ عليها الغبار وأنا أريدك تنفض ما عليها من الغبار وتنشرها.
وكانت تلك الكلمات من الفــلاّح البسيط الفقيه قد أخذت طريقَها إلى قلبِ الشيخ حامد الفقي لأنها جاءت من مُخْلِص.
استوقفت الشيخ وسألتُهُ: كيــف عرف الفلاّح كل ذلك؟!
قال الشيخ حامد:
لقد عرفَهُ من أُستاذِهِ (الرمال).. هل تسمعون بـ (الرمال)؟
قلتُ لهُ: أنا لا أعرف (الرمَّال) هذا.. ما هي قصتُهُ؟
قال: (الرمَّال) كان يفتش عن كتب سلفه ولما وجد ما وجد منها بدأ بجمع العمال والكنّاسين وقام يُدرّس لهم وكان لا يُسمح لهُ أن يُدرسَ علانيــة وكان من جُملَتِهم هذا الفلاّح.. وهذا الفلاّح يصلح أن يكون إماماً من الأئمة ولكنهُ هناك في الفلاحة فمن الذي يصلح أن يتعلم؟!
ولكن ما زال الخيرُ موجوداً في كُلّ بلدٍ حتى تقوم الساعـة.
ولما رجعتُ إلى قريتي في مصر وذهبتُ إلى القاهرة ووقفت على الكتب التي ذكرها لي الفلاّح كلها ما عـدا كتاب واحد ما وقفت عليه إلاّ بعد فترة كبيرة.
وبعد ذلك انتهينـا من الجلســةِ وذهــب الشيخ حـامد الفقي.. وكان يأتي إلى السعودية ونستقبلهُ ضمن البعثة المصرية أيّام الملك فاروق كل عام، وكــانت هذه القصة هي إجــابة للسؤال الذي سألتُهُ للشيخ حـامد في مجلس الرجل السوري.

## موقفه من حزب الإخوان المسلمين وأوجه الاختلاف بينه وبينها
كان الشيخ منذ بدايته يعلم أن حزب الإخوان المسلمين ليس حزباً يدعو للحق ولا ينير طريق، فلا علم يتصفون به فضلاً عن أن يكونوا مؤهلين له، ولا عقيدة يتبنونها ويتقنونها فضلاً عن أن يعتقدوها، بل كان حزباً سياسياً له مطامع بالسلطة والنفوذ والمال، ويفعلون من أجل تحقيق مطامعهم والوصول إليها أي شيء فكثرت في البلاد اغتيالاتهم، وكان يطلق عليهم ((الخوّان المسلمين)) [كما شهد بذلك محدث العصر الإمام المجدد محمد ناصر الدين الألباني عندما قابله في حج عام 1367 قبل اغتيال حسن البنا بسنة واحدة، على الرغم من أنه أنكر عليه شدته في القول، ولم ينكر عليه مخالفته لهم والتي استمر عليها الشيخان حتى لقيا ربهما].
أما جماعة الشيخ (جماعة أنصار السنة المحمدية) فقد كانت تدعو للحق وتعلم الناس دينهم، وتنور طريقهم، بعملٍ دؤوب لا يشوبه بحث عن مصالح دنيوية أو مكاسب سلطوية، ولا جرائم ولا اغتيالات ولم يتعرضوا لحاكم البلاد ولم يشقوا عصا الطاعة ولم يفرقوا جماعة المسلمين.

## جهاده
يقول عنه الشيخ عبد الرحمن الوكيل: «لقد ظل إمام التوحيد (في العالم الإسلامي) والدنا الشيخ محمد حامد الفقي ـ ـ أكثر من أربعين عامًا مجاهدًا في سبيل الله. ظل يجالد قوى الشر الباغية في صبر، مارس الغلب على الخطوب واعتاد النصر على الأحداث، وإرادة تزلزل الدنيا حولها، وترجف الأرض من تحتها، فلا تميل عن قصد، ولا تجبن عن غاية، لم يكن يعرف في دعوته هذه الخوف من الناس، أو يلوذ به، إذ كان الخوف من الله آخذا بمجامع قلبه، كان يسمي كل شيء باسمه الذي هو له، فلا يُداهن في القول ولا يداجي ولا يبالي ولا يعرف المجاملة أبدًا في الحق أو الجهر به، إذ كان يسمي المجاملة نفاقًا ومداهنة، ويسمي السكوت عن قول الحق ذلا وجبنا».
عاش للدعوة وحدها قبل أن يعيش لشيء آخر، عاش للجماعة قبل أن يعيش لبيته، كان في دعوته يمثل التطابق التام بين الداعي ودعوته، كان صبورًا جلدًا على الأحداث. نكب في اثنين من أبنائه الثلاث فما رأى الناس معه إلا ما يرون من مؤمن قوي أسلم لله قلبه كله (1).
ويقول الشيخ أبو الوفاء درويش: «كان يفسر آيات الكتاب العزيز فيتغلغل في أعماقها ويستخرج منها درر المعاني، ويشبعها بحثًا وفهمًا واستنباطًا، ويوضح ما فيها من الأسرار العميقة والإشارات الدقيقة والحكمة البالغة والموعظة الحسنة.ولا يترك كلمة لقائل بعده. بعد أن يحيط القارئ أو السامع علما بالفقه اللغوي للكلمات وأصولها وتاريخ استعمالها فيكون الفهم أتم والعلم أكمل وأشمل».
قلت: لقد كانت آخر آية فسرها قوله تبارك وتعالى: {وَيَدْعُ الإِنْسَانُ بِالشَّرِّ دُعَاءَهُ بِالْخَيْرِ وَكَانَ الإِنْسَانُ عَجُولاً} [الإسراء:11]. وقد فسرها في عدد 6 و 7 لسنة 1378هـ في حوالي 22 صفحة.

## إنتاجه العلمي
إن المكتبة العربية لتعتز بما زودها به من كتب قيمة مما ألف ومما نشر ومما صحح ومما راجع ومما علق وشرح من الإمام ابن تيمية وابن القيم وغيرهما.
وكما كان الشيخ محبًا لابن تيمية وابن القيم فقد جمعت تلك المحبة لهذين الإمامين الجليلين بينه وبين الشيخ عبد المجيد سليم شيخ الأزهر، وكذلك جمعت بينه وبينه الشيخ شلتوت الذي جاهر بمثل ما جاهر به الشيخ حامد.
ومن جهوده كذلك قيامه بتحقيق العديد من الكتب القيمة نذكر منها ما يأتي: ـ
- اقتضاء الصراط المستقيم.
- مجموعة رسائل.
- القواعد النورانية الفقهية.
- المسائل الماردينية.
- المنتقى من أخبار المصطفى.
- موافقة صحيح المنقول لصريح المعقول حققه بالاشتراك مع محمد محيي الدين عبد الحميد.
- نفائس تشمل أربع رسائل منها الرسالة التدمرية.
- والحموية الكبرى.

وهذه الكتب جميعها لشيخ الإسلام ابن تيمية.ومن كتب الشيخ ابن القيم التي قام بتحقيقها نذكر:
- إغاثة اللهفان.
- المنار المنيف.
- مدارج السالكين.
- رسالة في أحكام الغناء.
- التفسير القيم.
- رسالة في أمراض القلوب.
- الطرق الحكيمة في السياسة الشرعية.

كما حقق كتب أخرى لمؤلفين آخرين من هذه الكتب:
- فتح المجيد لعبد الرحمن بن حسن آل شيخ.
- بلوغ المرام لابن حجر العسقلاني.
- جامع الأصول في أحاديث الرسول لابن الأثير.
- الاختيارات الفقهية من فتاوى ابن تيمية لعلي بن محمد بن عباس الدمشقي.
- الأموال لابن سلام الهروي.
- الإنصاف في معرفة الراجح من الخلاف على مذهب الإمام المبجل أحمد بن حنبل لعلاء الدين بن الحسن المرادي.
- جواهر العقود ومعين القضاة والموقعين والشهود للسيوطي.
- رد الإمام عثمان بن سعيد على بشر المريسي العنيد.
- شرح الكوكب المنير.
- اختصار ابن النجار.
- الشريعة للآجري.
- العقود الدرية من مناقب شيخ الإسلام أحمد بن تيمية لمحمد ابن أحمد بن عبد الهادي.
- القواعد والفوائد الأصولية وما يتعلق بها من الأحكام الفرعية لابن اللحام.
- مختصر سنن أبي داود للمنذري بالاشتراك مع أحمد شاكر.
- معارج الألباب في مناهج الحق والصواب لحسن بن مهدي.
- تيسير الوصول إلى جامع الأصول لابن الربيع الشيباني.
- العقود لشيخ الإسلام، بمشاركة الشيخ محمد ناصر الدين الألباني.

كما جاء في تقديم الشيخ محمد حامد الفقي ـ رَحِمَهُ اللهُ ـ للكتاب.

## مصير هذا التراث
هذا قليل من كثير مما قام به الشيخ محمد حامد الفقي في مجال التحقيق وخدمة التراث الإسلامي وهذا التراث الذي تركه الشيخ إذ أن جمعية إحياء التراث الإسلامي بالكويت قد جمعت كل هذا التراث.
وقد جاء في نشرتها (أخبار التراث الإسلامي) العدد الرابع عشر 1408هـ 1988م أنها اشترت خزانة الشيخ محمد حامد الفقي كاملةً مخطواطتها ومصوراتها وكتبها وكتيباتها وقد أحصيت هذه المحتويات على النحو التالي:
1 – 2000 كتاب.
2 – 70 مخطوطة أصلية.
3 – مائة مخطوطة مصورة على ورق.

## وفاته
توفي فجر الجمعة 7 رجب 1378 هـ الموافق 16 يناير 1959م على إثر عملية جراحية أجراها بمستشفى العجوزة، وبعد أن نجحت العملية أصيب بنزيف حاد وعندما اقترب أجله طلب ماء للوضوء ثم صلى ركعتي الفجر بسورة الرعد كلها. وبعد ذلك طلب من إخوانه أن ينقل إلى دار الجماعة حيث توفى بها، وقد نعاه رؤساء وعلماء من الدول الإسلامية والعربية، وحضر جنازته واشترك في تشييعها من أصحاب الفضيلة وزير الأوقاف والشيخ عبد الرحمن تاج، والشيخ محمد الحسن والشيخ محمد حسنين مخلوف، والشيخ محمد محيي الدين عبد الحميد، والشيخ أحمد حسين، وجميع مشايخ كليات الأزهر وأساتذتها وعلمائها، وقضاة المحاكم.

## أبناؤه
الطاهر محمد الفقي، وسيد أحمد الفقي، وقد توفي الأول وأبوه في رحلة الحج، وأما الثاني فقد مات فجر الجمعة ذي القعدة عام 1377هـ فخطب الشيخ الجمعة بالناس ووعظهم وطلب منهم البقاء على أماكنهم حتى يصلوا على أخيهم.ومحمد الطيب الفقي وهو الوحيد الذي عاش بعد وفاة والده.

## وصلات خارجية
- elsonna.comالموقع الرسمى بجمعية أنصار السنة المحمدية